# Pseudoxenodon bambusicola
Pseudoxenodon bambusicola (бамбукова змія) — вид змій родини полозових (Colubridae). Мешкає в Південно-Східній Азії.

## Опис
Бамбукові змії досягають 100 см завдовжки. Вони мають світло-коричневе або світло-пурпурове забарвлення, по всьому тілу є чорні або червоні смуги. При небезпеці змія може розширювати шийний капюшон, подібно до кобри. На шийному капюшоні є велике загострене овальне кільце та чорні смуги через великі округлі "очі".

## Поширення і екологія
Бамбукові змії широко поширені на півдні Китаю, зокрема на острові Хайнань, а також на півночі В'єтнаму і Лаосу та, за деякими свідченнями, в Таїланді. Вони живуть в бамбукових заростях у вологих тропічних лісах, на узліссях, часто поблизу струмків. Зустрічаються на висоті від 300 до 1500 м над рівнем моря. Живляться земноводними. Відкладають яйця.